# Cratesiclea
Cratesiclea (en grec antic Κρατησικλείας, "Kratesikleías") nascuda a Pèrsia, va ser una reina d'Esparta, esposa de Leònides II i mare de Cleòmenes III.
Casada amb Leònides II que va regnar del 254 aC fins al 235 aC i que a causa d'aquest matrimoni va ser destituït temporalment l'any 242 aC a proposta de l'èfor Lisandre. Una antiga llei espartana obligava als reis a casar-se amb dones nascudes a Esparta, i Cratesiclea era d'origen selèucida, donada en matrimoni al rei per un lloctinent de Seleuc II Cal·línic. Deposat, Leònides es va exiliar, però al cap d'un any va tornar a Esparta on va recuperar el tron, matant al rei euripòntida Agis IV.
Del seu matrimoni,Cratesiclea va tenir tres fills, Cleòmenes III, que va ser rei a la mort del seu pare, Euclides d'Esparta, que va compartir regne amb el seu germà i Quilonis, que es va casar amb Cleombrot, i va ser rei per un breu període, quan Leònides va marxar a l'exili.
Després de la mort de Leònides, Cratesiclea es va casar amb Megistó, un fidel col·laborador del seu fill Cleòmenes, i es va fer famosa per haver anat voluntàriament com a hostatge a Egipte davant del rei Ptolemeu III Evèrgetes I, quan Cleòmenes es trobava en dificultats en l'anomenada Guerra de Cleòmenes, un conflicte entre Esparta i els seus aliats i la Lliga Aquea i el Regne de Macedònia. Va anar-hi amb els seus dos nets, els fills de Cleòmenes.
Quan Cleòmenes va ser derrotat en la batalla de Sel·làsia va fugir cap a Egipte on hi havia la seva mare i els seus fills, a demanar ajuda a Ptolemeu II. Però la mort de Ptolemeu i l'ascens al tron del seu fill Ptolemeu IV Filopàtor va canviar la situació, i Cleòmenes, a Alexandria va intentar una rebel·lió, on va morir. Cratesiclea i els seus nets van ser executats per ordre de Ptolemeu IV. Plutarc diu que no estava gens esglaiada davant de la mort, i que va demanar de morir abans que els seus nets, però no se li va concedir el desig i els va veure morir.